# Генріх Тімм
Генріх Тімм (нім. Heinrich Timm; 30 квітня 1910, Бремен — 12 квітня 1974, Аксштедт) — німецький офіцер-підводник, корветтен-капітан крігсмаріне, капітан-цур-зее бундесмаріне. Кавалер Лицарського хреста Залізного хреста.

## Біографія
1 квітня 1933 року вступив на флот. Служив на тральщиках, з липня 1939 року командував мінним тральщиком М-7. 9 січня 1940 року Тімму вдалося потопити британський підводний човен «Старфіш»  у Гельголанді. Учасник операції «Везерюбунг». У травні 1940 року переведений в підводний флот. З 20 вересня 1941 року — командир підводного човна U-251 (Тип VII-C), на якому здійснив 8 походів (провівши в морі загалом 150 днів), в основному у води Арктики. З 7 жовтня 1943 року — командир підводного човна U-862. Після тренувальних плавань на Балтиці Тімм був переведений в Індійський океан. Здійснив на U-862 2 походи (разом 189 днів у морі).
Всього за час бойових дій потопив 9 кораблів загальною водотоннажністю 53 782 тонни.
| Дата           | Назва корабля    | Тип               | Тоннаж | Вантаж                                                                             | Екіпаж | Загинули | Країна             | Конвой |
| -------------- | ---------------- | ----------------- | ------ | ---------------------------------------------------------------------------------- | ------ | -------- | ------------------ | ------ |
| 3 травня 1942  | Jutland          | Торговий пароплав | 6,153  | 1560 тонн військових товарів, у тому числі 500 тонн кордиту і 300 тонн боєприпасів | 63     | 1        | Британська імперія | PQ-15  |
| 10 липня 1942  | El Capitan       | Торговий пароплав | 5,255  | Техніка, продукти харчування, шкіра, боєприпаси і танки як палубний вантаж         | 67     | 0        | Панама             | PQ-17  |
| 25 липня 1944  | Robin Goodfellow | Торговий пароплав | 6,885  | 8602 тонни хромової руди                                                           | 69     | 69       | США                |        |
| 13 серпня 1944 | Radbury          | Торговий пароплав | 3,614  | 4000-5000 тонн вугілля                                                             | 55     | 23       | Британська імперія |        |
| 16 серпня 1944 | Empire Lancer    | Торговий пароплав | 7,037  | 2000 тонн міді і 1000 тонн військових товарів                                      | 79     | 42       | Британська імперія |        |
| 18 серпня 1944 | Nairung          | Торговий пароплав | 5,414  | Генеральні вантажі, включаючи боєприпаси                                           | 91     | 91       | Британська імперія |        |
| 19 серпня 1944 | Wayfarer         | Торговий пароплав | 5,068  | 3000 тонн міді і 2000 тонн вугілля                                                 | 62     | 51       | Британська імперія |        |
| 24 грудня 1944 | Robert J. Walker | Торговий пароплав | 7,180  | Баласт                                                                             | 69     | 2        | США                |        |
| 6 лютого 1945  | Peter Silvester  | Торговий пароплав | 7,176  | 2700 тонн припасів армії США, 317 мулів у стійлах на палубі і війська              | 175    | 33       | США                |        |

Після капітуляції Німеччини U-862 був інтернований японською владою в Сінгапурі і перейменований в човен I-502. Екіпаж човна був інтернований британськими військами у Сінгапурі 12 вересня 1945 року. В липні 1946 року Тімм був перевезений в Англію  і поміщений в табір для військовополонених. В квітні 1948 року звільнений. Служив у ВМС ФРН, певний час командував фрегатом «Шарнгорст». В 1966 році вийшов у відставку.

## Звання
- Кандидат в офіцери (1 квітня 1933)
- Фенріх-цур-зее (1 січня 1934)
- Оберфенріх-цур-зее (1 вересня 1935)
- Лейтенант-цур-зее (1 січня 1936)
- Оберлейтенант-цур-зее (1 жовтня 1937)
- Капітан-лейтенант (1 лютого 1940)
- Корветтен-капітан (1 липня 1944)

## Нагороди
- Медаль «За вислугу років у Вермахті» 4-го класу (4 роки; 4 жовтня 1937)
- Медаль «У пам'ять 1 жовтня 1938»
- Медаль «У пам'ять 22 березня 1939 року» (26 жовтня 1939)
- Залізний хрест
  - 2-го класу (10 січня 1940)
  - 1-го класу (16 травня 1940)
- Німецький хрест в золоті (12 лютого 1942)
- Лицарський хрест Залізного хреста (17 вересня 1944)
- Фронтова планка підводника в бронзі (29 вересня 1944)